# روبرت كاري كاميرون
روبرت كاري كاميرون (بالإنجليزية: Robert Curry Cameron)‏ هو عالم فلك أمريكي، ولد في 1925، وتوفي في 1972.